# لیبرتوو
لیبرتوو (به لاتین: Libertów) یک روستا در لهستان است که در گمینا موگیلانه واقع شده‌است.
 لیبرتوو  ۱٬۹۵۲ نفر جمعیت دارد.